# Vila Maria (bairro de São Paulo)
Vila Maria é um bairro localizado na zona nordeste do município de São Paulo, situado no distrito de Vila Maria. É administrado pela Subprefeitura da Vila Maria.

## Historia
A história de Vila Maria remonta ao início do século XX, quando a área era predominantemente rural, com fazendas e sítios que se dedicavam à agricultura e à criação de animais. O bairro começou a ganhar forma com a chegada de imigrantes, especialmente italianos, que se estabeleceram na região e contribuíram para o desenvolvimento econômico e social.
A inauguração da Ponte da Vila Maria, em 1913, foi um marco importante para o bairro, conectando-o ao restante da cidade e facilitando o transporte de mercadorias e pessoas. Essa infraestrutura foi essencial para transformar Vila Maria em um local estratégico para o comércio e a indústria.